# Tricentrus melichari
Tricentrus melichari är en insektsart som beskrevs av S. Ahmad 1992. Tricentrus melichari ingår i släktet Tricentrus och familjen hornstritar. Inga underarter finns listade i Catalogue of Life.